# Харківські Соколи
«Харківські Соколи» — український баскетбольний клуб з міста Харків, що виступає у Вищій лізі чемпіонату України.

## Історія
«Харківські Соколи» мають багату історичну спадщину. З 1945 по 1950 рік команда Харківського вищого авіаційного інженерно-технічного училища була п’ятикратним чемпіоном України. У 1952 році ХВАІТУ домоглися бронзових медалей на чемпіонаті серед збройних сил Радянського Союзу. 
Нова команда відродилася у 2017 році на базі Харківського національного університету Повітряних Сил імені Івана Кожедуба. Величезну і всебічну допомогу для відродження баскетбольної команди в обличчі «Харківських Соколів» надав генерал-майор Андрій Алімпієв та начальник кафедри фізичного виховання ХНУПС полковник Віталій Кирпенко.
У сезонах 2017/2018 та 2018/2019 харків'яни виступали у Вищій лізі чемпіонату України, посівши 11-е та 9-е місце, відповідно. Крім того в сезоні 2017/2018 гравець «Харківських Соколів» Роман Ольховський був визнаний кращим нападником серед команд Вищої ліги. 
В сезоні 2019/2020 «Соколи» стартують у Суперлізі українського баскетболу, але чемпіонат не був не дограний через пандемію коронавірусу. 12 березня ФБУ прийняло рішення завершити чемпіонат, а переможців та призерів визначити за результатами турнірної таблиці на той час. «Харківські Соколи» посіли дев’яте місце. 
Сезон 2020/2021 Суперліги команда завершила на десятому місці. При цьому гравець «Соколів» Ігор Чумаков став у цьому сезоні найкращим українським скорером Суперліги.
Сезон 2021/2022 було призупинено 24 лютого 2022 року через повномасштабне вторгнення російських військ на територію України. «Харківські Соколи» на той момент посідали п’яте місце. 
В сезоні 2022/2023 харківський клуб не брав участі в змаганнях. Керівництво команди прийняло важке рішення через повномасштабну війну, постійну небезпеку для Харкова та зруйновані спортивні зали у місті. Також пріоритетом було направити усі сили для захисту України та рідного Харкова від ворога. 
Повернулися «Соколи» вже наступного сезону 2023/2024, який провели у Вищій лізі та за його підсумками посіли четверте місце, втративши на останній секунді перемогу і бронзові медалі в матчі проти «Ніко-Баскета». Капітан команди Владислав Чевердін увійшов до ТОП-5 кращих гравців сезону 2023/2024 Вищої ліги українського чемпіонату.
В сезоні 2024/2025 «Харківські Соколи» стали чемпіонами Вищої ліги. За підсумками регулярного чемпіонату вони посіли перше місце та напряму вийшли до 1/2 Фіналу шести. В півфіналі харків'яни обіграли з рахунком 79:76 БК "Хмельницький", а у фіналі - 96:69 "Ніко-Баскет" та здобули золоті медалі. За підсумками сезону Дмитро Мартинов був визнаний MVP-чемпіонату, а Вадим Заплотинський - кращим форвардом.
Також в цьому сезоні клуб вперше в історії потрапив у Фінал чотирьох Кубка України. У півфіналі Кубка «Соколи» поступилися «Рівне-ОШВСМ».
Зараз команда має сильних та амбіційних гравців, переважна частина яких – вихованці харківської школи баскетболу. 

## Сезони
Станом на 26.03.2025
| Сезон     | Ліга            | Місце                                         | Кубок України   |
| 2017/2018 | Вища ліга       | 11                                            | Не брали участь |
| 2018/2019 | Вища ліга       | 9                                             | Не брали участь |
| 2019/2020 | Суперліга       | 9                                             | 1/16 фіналу     |
| 2020/2021 | Суперліга       | 10                                            | 1/8 фіналу      |
| 2021/2022 | Суперліга       | 5                                             | 1/8 фіналу      |
| 2022/2023 | Не брали участь |                                               | Не проводився   |
| 2023/2024 | Вища ліга       | 4                                             | Не брали участь |
| 2024/2025 | Вища ліга       | 1-є місце та переможці регулярного чемпіонату | 1/2 фіналу      |

## Поточний склад команди
Станом на 26.03.2025
| Номер | Ім’я                | Амплуа                | Зріст | Дата народження |
|       | Олексій Золотоус    | Головний тренер       |       | 11.08.1980      |
| 4     | Владислав Фісун     | Легкий форвард        | 1.93м | 09.10.2002      |
| 5     | Микита Бібіков      | Форвард               | 1.93м | 03.06.1997      |
| 7     | Владислав Чевердін  | Центровий             | 2.00м | 12.06.1994      |
| 8     | В'ячеслав Кіктєв    | Центровий             | 2.08м | 21.10.2002      |
| 9     | Іван Філоненко      | Атакуючий захисник    | 1.86м | 26.05.2003      |
| 12    | Дмитро Мартинов     | Атакуючий захисник    | 1.91м | 23.05.2002      |
| 15    | Микита Безима       | Форвард               | 1.97м | 24.10.2001      |
| 17    | Микита Бондаренко   | Легкий/важкий форвард | 2.00м | 28.04.2000      |
| 19    | Даніїл Єфімов       | Важкий форвард        | 2.00м | 07.12.2007      |
| 20    | Родіон Кузьмін      | Атакуючий захисник    | 1.91м | 20.09.2003      |
| 25    | Євгеній Бречко      | Центровий             | 2.05м | 18.01.1992      |
| 44    | Микита Змієвський   | Захисник              | 1.87м | 25.05.2007      |
| 79    | Вадим Заплотинський | Легкий/важкий форвард | 1.98м | 11.08.1997      |
| 81    | Максим Безима       | Форвард               | 1.95м | 13.02.2003      |
| 88    | Ілля Шавгаров       | Захисник/Розігруючий  | 1.81м | 02.08.2000      |

## Рекордсмени

### Гравці з найбільшою кількістю проведених матчів в усіх турнірах
Станом на 8 березня 2021 року
| Місце | Баскетболіст        | Матчі | Роки виступів |
| ----- | ------------------- | ----- | ------------- |
| 1.    | Ігор Бояркін        | 44    | 2019-2021     |
| 2.    | Олександр Тарасенко | 38    | 2019-2021     |
| 3.    | Антон Мусієнко      | 37    | 2019-2021     |
| 4.    | Карім Джамар        | 25    | 2019-2020     |
| 5.    | Роман Козлов        | 25    | 2019-2020     |
| 6.    | Дмитро Тихонов      | 25    | 2019-2020     |

## Відомі гравці
- Ігор Бояркін
- Делван Грем
- Карім Джамар